# Santiago Aliques Bermúdez
Santiago Aliques Bermúdez (c. 1900-1941) va ser un delinqüent i anarquista espanyol, conegut pel seu paper en la Guerra civil.

## Biografia
Era un criminal amb un llarg historial de delictes, havent estat condemnat el 1925 a més vuit anys de presó. Poc després de l'esclat de la Guerra civil va ser alliberat de presó. Va formar part de la «txeca» del cinema Europa, dirigida per Felipe Sandoval. Va arribar a dirigir l'anomenat «Grup de Defensa», responsable de centenars d'assassinats als voltants de Madrid. El propi Aliques va intervenir personalment en alguns assassinats. També va estar relacionat amb els successos de la matança de la presó Model de Madrid, que es van saldar amb diverses desenes d'assassinats. Posteriorment, durant la guerra va ser comissari del primer batalló de la 109a Brigada Mixta. Detingut pels franquistes al final de la contesa, va ser jutjat, condemnat a mort i executat a Madrid el 1941.